# Nuri Bilge Ceylan
Nuri Bilge Ceylan (pronunție în turcă [ˈnuːɾi ˈbilɟe ˈdʒejlan], n. 26 ianuarie 1959, Istanbul, Turcia) este un regizor de film turc, fotograf, scenarist și actor.
El a câștigat Palme d'Or, cel mai mare premiu al Festivalului Internațional de Film de la Cannes, în 2014, pentru filmul său Somn de iarnă. El este considerat pe scară largă ca unul dintre cei mai mari regizori ai secolului al XXI-lea de către critici, cercetători și de cinefili din toată lumea.
Este căsătorit cu regizoarea, fotografa și actrița Ebru Ceylan⁠(d), cu care a jucat în Iklimler (2006). Vărul său, Mehmet Emin Toprak⁠(d), a apărut în trei filme ale sale pe care le-a regizat.

## Tinerețe
Iubirea lui Ceylan pentru fotografie a început la vârsta de 15 ani. În timp ce a studiat la Universitatea Boğaziçi din Istanbul, a participat la cluburi de cinematografie și fotografie și a făcut fotografii în stil pașaport pentru a câștiga bani. După ce a absolvit universitatea cu o diplomă de licență în inginerie electrică, a plecat la Londra și Kathmandu, Nepal, pentru a decide ce să facă în viață. Apoi s-a întors la Ankara, Turcia, pentru îndeplinirea serviciului militar obligatoriu. Când a fost în armată, și-a dat seama că cinematografia va da formă vieții sale. 

## Stil și teme
Filmele lui Ceylan se ocupă de înstrăinarea individului, existențialismul, monotonia vieții umane și detaliile vieții de zi cu zi. El folosește filmări statice și filmări lungi, de obicei amplasate în decoruri naturale, de asemenea folosește diverse tehnici de sunet, inclusiv folosirea tăcerilor amenințătoare sau a zgomotelor din pădure. Este cunoscut pentru filmarea protagonistului său din spate, ceea ce, după părerea sa, lasă publicul să speculeze emoțiile înfricoșătoare ale personajelor ale căror chipuri sunt ascunse. Primele filme ale lui Ceylan au fost realizate cu buget reduse, cu distribuții formate în general din actori amatori, dintre care majoritatea erau familia și vecinii săi.
Ceylan a numit cele zece filme preferate ale sale în „Sondajul celor mai bune filme Sight & Sound din 2012”: Andrei Rubliov (1966), Au hasard Balthazar (1966), L'Avventura (1960), Eclipsa (1962), Late Spring (1949), Un condamnat la moarte a evadat (1956), Oglinda (1975), Scene dintr-o căsnicie (1973), Rușinea (1968) și Poveste din Tokyo (1953).

## Filmografie
| Filme, televiziune & video | Filme, televiziune & video | Filme, televiziune & video | Filme, televiziune & video | Filme, televiziune & video | Filme, televiziune & video | Filme, televiziune & video   |
| An                         | Titlu                      | Titlu în turcă             | Ca                         | Ca                         | Ca                         | Note                         |
| An                         | Titlu                      | Titlu în turcă             | Regizor                    | Producător                 | Scenarist                  | Note                         |
| -------------------------- | -------------------------- | -------------------------- | -------------------------- | -------------------------- | -------------------------- | ---------------------------- |
| 1995                       | Cocoon                     | Koza                       | Da                         | Da                         | Da                         | Scurtmetraj                  |
| 1997                       | The Small Town⁠(d)          | Kasaba                     | Da                         | Da                         | Da                         | Debut regizoral - lungmetraj |
| 1999                       | Clouds of May⁠(d)           | Mayıs Sıkıntısı            | Da                         | Da                         | Da                         |                              |
| 2002                       | Departe⁠(d)                 | Uzak                       | Da                         | Da                         | Da                         |                              |
| 2006                       | Sezoane⁠(d)                 | İklimler                   | Da                         | Da                         | Da                         | Și actor                     |
| 2008                       | Cele trei maimuțe          | Üç Maymun                  | Da                         | Da                         | Da                         |                              |
| 2011                       | A fost odată în Anatolia   | Bir Zamanlar Anadolu'da    | Da                         | Da                         | Da                         |                              |
| 2014                       | Somn de iarnă              | Kıș Uykusu                 | Da                         | Da                         | Da                         |                              |
| 2018                       | Sub umbra părului sălbatic | Ahlat Ağacı                | Da                         | Da                         | Da                         |                              |

## Premii
- Palme d'Or la Festivalul de Film de la Cannes din 2014 - Somn de iarnă
- Premiul pentru cel mai bun regizor al Festivalului de Film de la Cannes (2008)
- Marele Premiu al Juriului / Marele Premiu la Festivalul de Film de la Cannes (2002 - Uzak , 2011 - A fost odată în Anatolia)
- Premiul FIPRESCI (1997 - Kasaba , 2000 - Norii din mai; 2006 - Iklimler, 2014 - Somnul de iarnă
- Golden Orange Award for Best Director (1999 - Clouds of May, 2002 - Uzak, 2006 - Iklimler)
- Golden Orange Award for Best Screenplay (2002 - Uzak)
- Asia Pacific Screen Award for Best Director  (2008 - Üç Maymun („Cele trei maimuțe”), 2011 - A fost odată în Anatolia, 2014 - Somnul de iarnă [17]